# Rosche
Rosche er en kommune og administrationsby i Samtgemeinde Rosche i den østlige del af Landkreis Uelzen i den nordøstlige del af tyske delstat Niedersachsen, og en del af Metropolregion Hamburg. Kommunen har et areal på godt 71 km², og en befolkning på knap 2.100 mennesker.

## Geografi
Naturmæssigt er området en del af Uelzener Becken og ligger i den østlige del af Lüneburger Heide. Området er tidligere et hede-, sump- og vådområde med tilknytning til Ilmenau-bifloden Wipperau der løber gennem kommunen.

### Inddeling
I kommunen ligger ud over Rosche landsbyerne og bebyggelserne Borg, Gauel, Göddenstedt, Gut Göddenstedt, Hohenweddrien, Katzien, Nateln, Neumühle, Polau, Probien, Retzien, Rosche-Prielip, Schwemlitz, Schmölau, Stütensen, Teyendorf, Zarenthien og Göddenstedter Mühle; Af disse var Borg, Göddenstedt, Hohenweddrien, Katzien, Nateln, Polau, Schmölau, Schwemlitz, Stütensen, Teyendorf og Zarenthin selvstændige kommuner frem til 1972.